# Nacionalismo cristão
Nacionalismo cristão é o nacionalismo religioso filiado ao cristianismo. Os nacionalistas cristãos se concentram principalmente na política interna, como a aprovação de leis que refletem sua visão do cristianismo e seu papel na vida política e social. Nos países com uma igreja estatal, os nacionalistas cristãos, ao buscarem preservar o status de um Estado cristão, defendem uma posição em que uma igreja estatal (a "igreja estabelecida") deve continuar a receber o patrocínio do governo, em vez de ser desestabelecida (antidisestablishmentarian [en]).
Os nacionalistas cristãos apoiam a presença de símbolos e estátuas cristãs em praças públicas, bem como o patrocínio estatal para a exibição da religião, como por oração nas escolas, a exibição de presépios durante a época de Natal ou a cruz cristã na Sexta-feira Santa.
Os nacionalistas cristãos obtêm apoio de uma direita cristã mais ampla.

## Por país

### Brasil
Descrito como "nacionalismo cristão tupiniquim", o governo de Jair Bolsonaro — cujo slogan é "Brasil acima de tudo, Deus acima de todos" — e suas políticas foram descritas como sendo inclinadas ao nacionalismo cristão. A influência religiosa no Brasil de Bolsonaro vai desde as pautas de comportamento ditadas pelo Palácio do Planalto até a indicação de cargos por critérios religiosos. Para se estabelecer no governo, Jair Bolsonaro precisou da bancada evangélica e do apoio evangélico, formando seu "populismo evangélico".

### Canadá
A pandemia do COVID-19 viu um aumento na atividade nacionalista cristã com muitos grupos usando sentimentos anticonfinamento para expandir seu alcance a mais pessoas. O grupo Liberty Coalition Canada conquistou o apoio de muitos políticos eleitos em todo o Canadá. Em seus documentos fundadores, eles argumentam que "é somente nas nações cristianizadas que a liberdade religiosa floresceu". Este grupo recebeu apoio de vários outros grupos, incluindo de apoiadores de grupos de ódio de extrema-direita. Seus comícios atraíram apoiadores de Alex Jones e Canada First, um spin-off do grupo de  Nick Fuentes, America First. Muitos dos líderes da Liberty Coalition Canada são pastores que acumularam milhões em possíveis multas por violar os protocolos da COVID e alguns deles expressam visões ultraconservadoras.

### Estados Unidos

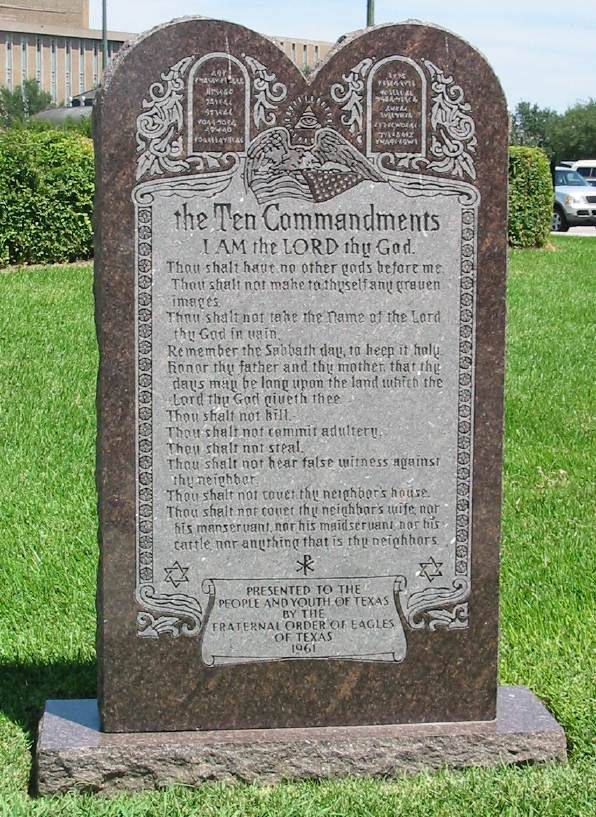
Monumento dos Dez Mandamentos no Capitólio Estadual do Texas

O Partido da Liberdade Cristã (Christian Liberty Party) é um partido político que vê os Estados Unidos como um país cristão.
Os nacionalistas cristãos acreditam que os EUA devem ser uma nação cristã e querem "recuperar" os EUA para Deus. Especialistas dizem que o apoio associado aos cristãos a políticos e políticas sociais de direita, como legislações relacionada à imigração, controle de armas e pobreza, é melhor entendido como nacionalismo cristão e não como evangelicalismo per se. Alguns estudos sobre evangélicos brancos mostram que, entre as pessoas que se identificam como cristãs evangélicas, quanto mais frequentam a igreja, mais oram, e quanto mais leem a Bíblia, menos apoio elas tem para políticas nacionalistas (embora não as socialmente conservadoras). Os evangélicos não nacionalistas concordam ideologicamente com os nacionalistas cristãos em áreas como políticas patriarcais, papéis de gênero e sexualidade.
A congressista Marjorie Taylor Greene referiu-se a si mesma como uma nacionalista cristã. As colegas congressistas Lauren Boebert e Mary Miller também expressaram apoio ao nacionalismo cristão. Kris Kobach se descreveu como um nacionalista cristão. O nacionalista branco Nick Fuentes expressou apoio ao nacionalismo cristão. Nos Estados Unidos, há preocupações de críticos do racismo e sentimentos antidemocráticos associados ao movimento nacionalista cristão branco.
Como consequência da invasão de 6 de janeiro ao Capitólio, o termo "nacionalismo cristão" tornou-se sinônimo de política identitária cristã branca, um sistema de crenças que se afirma como parte integrante da identidade americana em geral. O The New York Times observa que, historicamente, "o nacionalismo cristão na América [...] abrangeu ideologias extremistas". Os críticos levantaram preocupações sobre tendências racistas, violência masculina e sentimento antidemocrático que é frequentemente associado ao movimento nacionalista cristão branco moderno.

### Iugoslávia
O Movimento Nacional Iugoslavo fascista (1935–1945) foi descrito como nacionalista cristão.

### Rússia
O presidente da Rússia, Vladimir Putin, foi descrito como um líder global dos movimentos nacionalistas cristãos e da direita cristã. Como presidente, Putin aumentou o poder da Igreja Ortodoxa Russa e demonstrou sua firme crença na Ortodoxia Oriental, bem como mantendo contatos próximos com os Patriarcas de Moscou e Toda Rússia Alexo II e Cirilo.